# Acroceras
Acroceras (synoniem: Commelinidium) is een geslacht uit de grassenfamilie (Poaceae). De soorten komen voor in de (sub)tropische delen van Afrika, Amerika en Azië.

## Soorten
Van het geslacht zijn de volgende soorten bekend:
- Acroceras amplectens Stapf
- Acroceras attenuatum Renvoize
- Acroceras boivinii (Mez) A.Camus
- Acroceras bosseri A.Camus
- Acroceras calcicola A.Camus
- Acroceras chaseae Zuloaga & Morrone
- Acroceras diffusum L.C.Chia
- Acroceras elegans A.Camus
- Acroceras excavatum (Henrard) Zuloaga & Morrone
- Acroceras fluminense (Hack.) Zuloaga & Morrone
- Acroceras gabunense (Hack.) Clayton
- Acroceras hubbardii (A.Camus) Clayton
- Acroceras ivohibense A.Camus
- Acroceras lateriticum A.Camus
- Acroceras macrum Stapf
- Acroceras mandrarense A.Camus
- Acroceras manongarivense A.Camus
- Acroceras munroanum (Balansa) Henrard
- Acroceras sambiranense A.Camus
- Acroceras seyrigii A.Camus
- Acroceras tenuicaule A.Camus
- Acroceras tonkinense (Balansa) C.E.Hubb. ex Bor
- Acroceras zizanioides (Kunth) Dandy